# Clint McDaniel
Clinton Eugene McDaniel, detto Clint (Tulsa, 26 febbraio 1972), è un ex cestista statunitense, professionista nella NBA, in Australia e in Ungheria.

## Palmarès
- Campione NCAA (1994)